# Vydrník (stacja kolejowa)
Vydrník – przystanek we wsi Vydrník w kraju preszowskim na linii kolejowej nr 180 na Słowacji.